# Citroën AC6
La AC6 o C6 è un'autovettura di fascia alta, costruita tra il 1928 ed il 1932 dalla Casa automobilistica francese Citroën.

## Storia e profilo
La AC6 sancì il debutto della Casa del "double chevron" nel segmento delle auto di lusso e nell'ambito dei motori a 6 cilindri.

### Debutto
Fu presentata al Salone di Parigi nell'ottobre del 1928 assieme alla "sorella minore" AC4, con cui condivideva il telaio e numerose soluzioni tecniche. La denominazione AC6 era composta dalle iniziali di André Citroën, storico fondatore della Casa francese, e dalla cifra 6 che indicava il numero di cilindri del motore, anche se di lì a poco, questo modello finì per essere denominato semplicemente C6. La AC6 fu prodotta parallelamente alla "sorella minore" AC4 e le rispettive storie dell'una e dell'altra vettura furono influenzate reciprocamente.

### Caratteristiche
La AC6 nasceva sullo stesso telaio della AC4 a passo lungo, in realtà leggermente più corto (misurava infatti 2,95 metri contro i 2,97 della AC4 a passo lungo). Vennero però mantenute le principali soluzioni meccaniche, e quindi le sospensioni ad assale rigido, le molle a balestra semiellittica, gli ammortizzatori a frizione e i freni a tamburo, ma gli obiettivi commerciali erano diversi: la AC6 era una versione più lussuosa della AC4, con motore più grande e potente. Quest'ultimo, accoppiato ad un cambio manuale a 3 marce, era anch'esso derivato dall'unità da 1.6 litri che equipaggiava la AC4, ma con due cilindri in più. Perciò, ferme restando le misure di alesaggio e corsa (pari a 72x100 mm), la cilindrata crebbe fino a 2442 cm³, mentre la potenza massima salì a 45 CV. La velocità massima era di 105 km/h (contro i 90 km/h della AC4) a fronte di un consumo medio di 14 litri per 100 km. Sostanzialmente, la base meccanica della AC6 era quindi simile a quella della AC4, anche se però non mancarono alcune differenze significative, come ad esempio la distribuzione, che nella AC4 era a cascata di ingranaggi, mentre nella AC6 era a catena. Altra differenza stava nel tipo di trasmissione, che nella AC6 era a giunto cardanico. Inoltre, la AC6 disponeva di un serbatoio carburante da 55 litri, mentre la AC4 aveva un serbatoio da 38 litri.

### Evoluzione
Le caratteristiche appena descritte sarebbero dovute bastare ad inserire la AC6 un gradino sopra la AC4 nella gamma Citroën. In realtà, le somiglianze troppo evidenti con la AC4 e le poche differenze strutturali tra l'una e l'altra ne penalizzarono le vendite, almeno nelle prime fasi della sua commercializzazione. La AC6 fu vista come una versione più lussuosa della AC4 e niente più. Di sicuro il prezzo di listino, superiore mediamente di 8.500 franchi a parità di carrozzeria ed allestimento, non veniva giustificato dalla potenziale clientela.
Perciò André Citroën corse ai ripari e già nel maggio del 1929 sostituì la AC6 con la C6 E (dove la E stava per enlargie, che in francese significa allargata). Questa versione si differenziava rispetto alla AC6  per il telaio dalle carreggiate allargate (da 1.32 ad 1.39 metri) in modo da ospitare carrozzerie più larghe di 8 cm e permettere una maggior abitabilità interna e per alcuni interventi estetici (pararti cromato a doppia lama, baule posteriore "a conchiglia", vetri Securit). Ciò conferì anche un aspetto più "importante" alla vettura, che quindi consolidò ik suo ruolo di top di gamma della casa del "double chevron" alla fine degli anni '20 del XX secolo. Vennero introdotte anche due nuove varianti di carrozzeria, berlina e torpedo. Grazie a questi nuovi interventi e ad alcune migliorie al motore, gli ordini si fecero più consistenti ed il successo cominciò ad arrivare: il primo anno di produzione si concluse con circa 15.000 esemplari prodotti. 
Alla fine del 1929 la C6 E fu a sua volta sostituita dalla C6 F, caratterizzata dalla presenza di nuovi e più confortevoli ammortizzatori idraulici in luogo di quelli a frizione e di supporti in gomma per il motore, che ridussero le vibrazioni (un antipasto di quello che di lì a poco sarebbe divenuto noto con il nome di "motore flottante"). Le carreggiate vennero ulteriormente allargate, in questo caso di altri 3 cm, mentre la dotazione e l'equipaggiamento furono arricchiti. Vennero infine introdotte nuove varianti di carrozzeria, coupé e landaulet.
Nel giugno del 1930 fu la volta della C6 S, nota con la denominazione commerciale di C6 CGL, dove la sigla stava per Citroën Grand Luxe ed anticipava le numerose novità di questa evoluzione del modello C6: innanzitutto il motore fu portato a 2650 cm³ con conseguente aumento della potenza massima a 53 CV. Il motore fu reso anche più affidabile grazie ad un nuovo sistema di raffreddamento che interessava addirittura le candele, ma venne montato anche un nuovo albero a gomiti in acciaio e nuove bielle in lega. La vettura fu resa disponibile in due varianti di passo: oltre al già presente telaio con interasse da 2.95 metri fu disponibile anche un nuovo telaio da 3.12 metri di interasse. Fu anche introdotta la versione roadster.
Nell'aprile del 1932 si ebbe l'ultima evoluzione della gamma C6, denominata C6 G e caratterizzata dalla presenza del motore flottante, un sistema che consisteva nel poggiare il motore su supporti elastici in caucciù, progettati in modo da eliminare le oscillazioni e le vibrazioni del motore ed avere così una guida più confortevole e silenziosa.

Alla fine dell'estate la C6 fu tolta di produzione per fare spazio alla Citroën 15CV.

### Curiosità
- Nel 1929 una C6 carrozzata landaulet fu donata dalla Citroën Italia al pontefice di allora, papa Pio XI, per celebrare il suo Giubileo di Sacerdozio e per ricordare la stipula dei Patti Lateranensi, avvenuta l'anno prima. La vettura oggigiorno si trova ai Musei Vaticani ed è nota come "Lictoria Sex";
- Nel 1931 una C6F battezzata Rosalie stabilì un record di durata percorrendo ininterrottamente 25.000 km dal 22 ottobre al 1º novembre a 108 km/h di media. Durante tale esperienza, patrocinata dalla società di olii Yacco, la vettura batté altri 14 record internazionali;
- Tra l'aprile 1931 ed il marzo 1932, sette semicingolati Citroën-Kégresse P21, derivati da altrettante C6 F furono utilizzati per la famosa Crociera Gialla, una spedizione massacrante voluta da André Citroën come ulteriore espediente mediatico per promuovere l'affidabilità delle sue vetture ed a cui avrebbero partecipato membri della stampa, meccanici esperti e fidati e stretti collaboratori del patron della Casa del "double Chevron", tra cui Georges-Marie Haardt, e volontari tra cui l'esploratore Victor Point. L'avventura ebbe un'enorme eco mediatica, ma Haardt morì di polmonite e di stenti poco dopo l'arrivo in Cina, mentre Point morì suicida per una delusione amorosa.